# Sami Hlel
Sami Hlel, né le 19 octobre 1988 à Tunis, est un footballeur tunisien. Il évolue au poste de gardien de but.
Hlel est soumis à un contrôle après le match de son équipe contre le Club sportif de Hammam Lif pour le compte des quarts de finale de la coupe de Tunisie 2015 ; il s'avère alors qu'il a consommé de la cocaïne. Il est finalement suspendu pour deux ans.

## Carrière
- juillet 2009-juillet 2017 : Espérance sportive de Tunis (Tunisie)
  - juillet 2010-juin 2011 : Étoile sportive de Béni Khalled (Tunisie), prêt
  - août 2011-juin 2012 : Étoile sportive de Béni Khalled (Tunisie), prêt
  - août 2012-juin 2013 : Stade gabésien (Tunisie), prêt
  - juillet 2013-juin 2014 : Stade gabésien (Tunisie), prêt
- décembre 2017-septembre 2019 : Stade gabésien (Tunisie)
- janvier 2020-juillet 2025 : Stade tunisien (Tunisie)
- depuis juillet 2025 : Avenir sportif de La Marsa (Tunisie)